# Chloroclystis chingana
Chloroclystis chingana is een vlinder uit de familie van de spanners (Geometridae). De wetenschappelijke naam van de soort is voor het eerst geldig gepubliceerd in 1927 door Eugen Wehrli.